# Японо-китайская война (1894—1895)
Япо́но-кита́йская война́ 1894—1895 годо́в (кит. трад. 甲午戰爭, упр. 甲午战争, пиньинь Jiǎwǔ zhànzhēng; яп. 日清戦争 Ниссин сэнсо:; кор. 청일 전쟁?, 淸日戰爭?) — война Японии против маньчжурской империи Цин с целью установления господства в Корее (номинально являвшейся вассальной страной по отношению к империи Цин) и проникновения в Маньчжурию и Китай.

## Предыстория конфликта
Корея, ввиду её географической близости к Японии, рассматривалась последней как «нож, направленный в сердце Японии». Недопущение иностранного, особенно европейского, контроля над Кореей, а, желательно, взятие её под свой контроль, было главной целью японской внешней политики. Уже в 1876 году Корея, под японским военным давлением, подписывает договор с Японией, закончивший самоизоляцию Кореи и открывший её порты японской торговле.
Следующие десятилетия Япония и Империя Цин с переменным успехом боролись за контроль в Корее. В 1884 году, воодушевлённые успехом японской модернизации после Реставрации Мэйдзи, и используя японскую поддержку, корейские реформаторы устроили переворот с целью инициировать аналогичные реформы в Корее. Восстание было через 3 дня подавлено расквартированным в Сеуле цинским гарнизоном, в ходе восстания было сожжено здание японской дипломатической миссии и убито более 40 японцев. События поставили Японию и Империю Цин на грань вооружённого конфликта, который был в 1885 году предотвращён подписанием мирного договора в Тяньцзине, согласно которому войска обеих стран были выведены из Кореи, которая с этого момента оказалась, фактически, под совместным японо-маньчжурским протекторатом.
Убийство в Шанхае в 1894 году Ким Оккюна — главного инициатора переворота в Корее в 1884 году — резко обострило и без того непростые отношения Японии и Империи Цин.
В июне 1894 года по просьбе корейского правительства Империя Цин направила в Корею отборные части Хуайской армии для подавления крестьянского восстания, поднятого религиозной сектой тонхаков, их конвоировали корабли Бэйянского флота. Когда эти батальоны под командованием Е Чжичао и Не Шичэна расположились в районе Асан-Конджу к югу от Сеула, повстанцы на время отступили. Воспользовавшись этим предлогом, Япония также направила сюда свои войска, причём в три раза большей численности, чем цинские части, после чего потребовала от корейского короля проведения «реформ», означавших, фактически, установление в Корее японского контроля.
В ночь на 23 июля японскими войсками в Сеуле был организован государственный переворот, захвачен королевский дворец Кёнбоккун. Новое правительство 27 июля обратилось к Японии с «просьбой» об изгнании цинских войск из Кореи. Однако ещё 25 июля японский флот уже без объявления войны начал военные действия против Империи Цин: у входа в Асанский залив близ острова Пхундо японская эскадра потопила зафрахтованный транспорт — английский пароход «Гаошэн» с двумя батальонами маньчжурской пехоты и 14 полевыми пушками. Официальное объявление войны последовало только 1 августа 1894 года. 26 августа Япония заставила Корею подписать договор о военном союзе, согласно которому Корея «доверяла» Японии изгнание цинских войск со своей территории.

## Ход боевых действий
Смешанная бригада генерал-майора Осимы Ёсимасы из района Сеул-Инчхон выдвинулась к Асану, планируя захватить врасплох малочисленные китайские войска. Однако китайская разведка вовремя оповестила Е Чжичао о выступлении японцев и основная часть войск под командованием Е Чжичао была отведена к Конджу. 28 июля батальоны Не Шичэна (около 2000 человек) заняли позиции у станции Сонхван и принялись быстро подготавливать оборонительные рубежи. 29 июля произошло арьергардное сражение у Сонхвана. В этом бою лучшие хуайские части Не Шичэна нанесли японским войскам сильный урон и в полном порядке отошли на соединение с основными силами в Конджу, а затем во главе с Е Чжичао кружным путём двинулись на север, к Пхеньяну, дабы избежать разгрома и плена. Понёсшие большие потери (более 1000 человек убитыми и раненными по оценке Не Шичэна) японцы демонстративно оставались на поле битвы в течение всего последующего дня, а потом отошли к Сеулу под предлогом обеспечения безопасности корейской столицы. Отступавшие части Не Шичэна японцы не преследовали, что позволило китайцам вынести с поля боя бо́льшую часть своих убитых и раненых (чуть более 100 человек по свидетельству Не Шичэна). В качестве трофеев сражения при Сонхване японцам достались орудия отряда Не Шичэна (8 штук по японским данным), брошенные на позициях по причине того, что в ходе боя китайскими артиллеристами были полностью израсходованы все снаряды, и 83 винтовки.

### Корейский этап войны
До начала декабря 1894 года верховное командование китайскими войсками и флотом осуществлял престарелый Ли Хунчжан, который уже четверть века не руководил боевыми действиями, а его полководческий опыт ограничивался борьбой с тайпинами и няньцзюнями. Скрытая феодальная раздробленность Цинской империи привела к тому, что, фактически, до конца 1894 года против вооружённых сил всей Японской империи сражались лишь Хуайская армия и Бэйянский флот (наместник южнокитайского наместничества Лянгуан прямо заявил, что провинция Гуандун с Японией не воюет; Наньянский флот вместо того, чтобы прийти на помощь Бэйянскому, ушёл вверх по Янцзы и затаился там, и т. д.). После сражения у Сонхвана хуайские войска из района Асана в течение месяца добирались до Пхеньяна. Марш осложняли нехватка продовольствия, проливные дожди и наличие раненных и больных солдат. Не Шичэн, пользуясь дружеским расположением корейцев, был вынужден оставить своих раненных на попечение корейских властей.
В Китае было спешно набрано 56 тысяч новобранцев. Одновременно из Южной Маньчжурии в район Пхеньяна двинулись четыре крупных соединения цинских войск — армии Цзо Баогуя, Фэншэнья, Вэй Жугуя и Ма Юйкуня, включавшие значительное количество новобранцев, спешно отправленных в маршевые части. По словам цинского историка Яо Сигуана, по пути следования они грабили придорожные корейские деревни, мирное население в ужасе бежало от таких «защитников». Не Шичэн, направленный 3 сентября 1894 г. из Пхеньяна в Тяньцзинь за подкреплениями, опросил по дороге ряд беженцев, которые засвидетельствовали, что многие из командиров проходивших китайских частей не придавали серьёзного значения дисциплине своих войск и допустили грабежи и насилия. Это составляло резкий контраст с поведением частей Не Шичэна, которого корейцы любили и уважали, и который платил за постой и продовольствие серебром. В конце августа в Пхеньян подошёл со своими батальонами Е Чжичао, назначенный 1 сентября 1894 г. телеграммой Ли Хунчжана командующим этой армией. Однако командиры пришедших из Маньчжурии соединений были очень недовольны этим назначением и признали его власть нехотя. Многие считали, что назначение Е Чжичао на пост главнокомандующего цинскими войсками в Корее было им не заслужено. Цинский историк Чжао Эрсюнь считал, что Е Чжичао сознательно обманывал Ли Хунчжана, стараясь получить награды и звания, и преуспел в этом. Тем временем к Пхеньяну спешили крупные японские силы генерала Нодзу. Несколько атак японцев на Пхеньян в начале сентября были успешно отбиты войсками генералов Цзо Баогуя и Вэй Жугуя.
15 сентября произошло решающее для корейского театра военных действий сражение под стенами Пхеньяна. Армия Е Чжичао насчитывала всего 35 батальонов (не более 18 тысяч солдат). Ей противостояли значительно превосходящие её по численности японские войска (около 40 тысяч человек). Армия Е Чжичао была окружена и потерпела сокрушительное поражение. Многие цинские солдаты и офицеры попали в плен, было убито или ранено более 3000 человек. У ворот Хёнму погиб генерал Цзо Баогуй. Примечательно, что, по свидетельству цинского историка Цай Эркана, в обороне Пхеньяна от японцев принимало участие 800 корейских солдат, сражавшихся вместе с батальонами Е Чжичао. Ночью 16 сентября цинские войска оставили свои позиции и, прорвав окружение, отступили к китайской границе. Предложение Не Шичэна о занятии оборонительных рубежей в районе города Анджу не было принято и Е Чжичао отвёл войска за Ялуцзян. Корея была потеряна для Цинской империи.
Исход борьбы на море решила Битва в устье реки Ялу. 17 сентября 1894 года здесь, к югу от устья реки Ялуцзян (кит. трад. 鴨綠江, упр. 鸭绿江, пиньинь Yālǜjiāng; кор. 압록강?, 鴨綠江? Амноккан), в ожесточённом бою сошлись Бэйянский флот под командованием Дин Жучана и японская объединённая эскадра вице-адмирала Ито Сукэюки. Каждая из сторон имела по десять боевых кораблей. Сражение длилось пять часов и прекратилось из-за недостатка снарядов у обеих сторон. Поредевший Бэйянский флот ушёл в Вэйхайвэй и укрылся там, не решаясь выходить за пределы Бохайского залива; он даже не пришёл на выручку осаждённому Люйшуню (между тем, Люйшунь, Далянь и Вэйхайвэй были созданы как береговые крепости с расчётом на обязательную поддержку с моря.)

### Война переносится на территорию Китая
Известия о поражении на суше и на море как гром среди ясного неба поразили императорский двор в Пекине. Здесь усиленно готовились к празднованию 60-летия Цыси, на неслыханное по роскоши торжество было отпущено из казны 10 миллионов лянов серебра. Поражение Хуайской армии и Бэйянского флота явилось тяжёлым ударом по положению и престижу Аньхойской политической группировки, чьей опорой они являлись.
Китай предпринял попытку остановить неприятеля на границе. В устье реки Ялу была спешно создана линия обороны и сконцентрировано 24 тысячи солдат Хуайской армии. 25 октября началось наступление 1-й японской армии генерала Ямагата. После упорного сопротивления цинские войска начали отход. Форсировав реку Ялу, наступавшие вторглись в Южную Маньчжурию, перенеся военные действия на территорию самой Цинской империи. После форсирования Ялу японская 1-я армия разделилась на две части. Одна часть под командованием генерал-лейтенанта Кацура Таро продолжила преследование отступающих китайских частей и изолировала территорию, прилегающую к Люйшуню, в то время как другая группа, под командованием генерал-лейтенанта Оку Ясуката, отправилась на север для атаки Мукдена. Японцы заняли юго-восточную часть провинции Шэнцзин (Фэнтянь), но ожесточённое сопротивление войск генералов Ма Юйкуня и Не Шичэна остановило их продвижение. На ряде участков китайские войска перешли в контрнаступление и достигли частичных успехов (победа в Ляньшаньгуаньской оборонительной операции), но это привело лишь к стабилизации линии фронта и отказу японцев продолжать наступление на Мукден.
Сковав основные силы Хуайской армии в центральной части провинции Фэнтянь, японская главная ставка сформировала 2-ю армию под командованием генерала Ояма Ивао и в октябре высадила её на Ляодунском полуострове. Комендант Люйшуня, многие офицеры и чиновники, прихватив всё ценное, заранее бежали из крепости. В рядах оставшегося офицерства оказалось немало изменников. Дисциплина в крепости рухнула, начались грабежи и беспорядки. Генералы, не желая рисковать жизнью, не организовали отпора неприятелю. 21 ноября японцы начали штурм, и ещё до полудня почти без сопротивления заняли форты, защищавшие Люйшунь с суши, а вечером овладели и восточными береговыми батареями. Цинский гарнизон обратился в бегство. На следующий день вся крепость и город оказались в руках победителей. Японцы захватили огромные запасы военного снаряжения и боеприпасов, судоремонтный док и арсенал. Эти трофеи оценивались в 60 миллионов иен. Бежавшие из Люйшуня китайские войска двинулись на север, и после беспорядочного отступления соединились с частями Хуайской армии. Ворвавшиеся в Люйшунь японские солдаты в течение нескольких дней истребили около 2 тысяч человек, среди которых были пленные, а также мирное население города, включая женщин и детей. Это должно было вызвать ужас и парализовать волю противника.
Падение Люйшуня произвело в Пекине переполох. Снимая с себя ответственность, Цыси ради самосохранения была вынуждена пожертвовать Ли Хунчжаном, сделав его, хоть и в мягкой форме, козлом отпущения. Не желая принимать на себя позор военных неудач, Цыси намеренно отошла в тень. Воспользовавшись этим, молодой император Гуансюй отстранил Ли Хунчжана от руководства военными делами, передав их в руки опального великого князя Гуна, который стал главой Комитета обороны (впоследствии переименованного в Комитет по военным делам; в ведение этого комитета также было передано и Адмиралтейство).
На лишённого прежней власти Ли Хунчжана обрушился поток обвинений в поражении Китая; он был разжалован и снят с постов. Война полностью опустошила цинскую казну; Пекин был вынужден в 1894 и в январе 1895 взять у Англии два займа на общую сумму 28 миллионов лянов. С ноября 1894 года великий князь Гун и Ли Хунчжан стали готовить мирные переговоры с Японией, а в январе 1895 года туда была послана официальная делегация. Поскольку Япония ещё не захватила всего, на что рассчитывала, начавшиеся в Хиросиме переговоры были прерваны японской стороной в одностороннем порядке.

### Зимние бои
Чтобы изгнать японцев из Маньчжурии, в декабре 1894 года на север были двинуты провинциальные армии, которые ещё не участвовали в боях. Это разношёрстное воинство с устаревшим вооружением, низкими боевыми качествами и без опыта ведения современной войны, проследовало через Шаньхайгуань в район Нючжуан-Инкоу. Ли Хунчжан был окончательно отстранён от руководства военными действиями. Командование всеми вооружёнными силами, в том числе Хуайской армией, принял лянцзянский наместник Лю Куньи, в помощь ему были назначены У Дачэн и сычуаньский тиду Сун Цин, с дня бинъинь 8-го лунного месяца возглавлявший все войска, отведённые из Кореи. В Пекине опасались, что японцы захватят Мукден — «священную столицу» маньчжуров. Дабы предотвратить это и вернуть взятый неприятелем Хайчэн, цинское командование, несмотря на жестокие холода, развернуло с середины января до начала марта ожесточённые бои в долине реки Ляохэ.
Одновременно в Токио решили главный удар направить на Вэйхайвэй и застрявший там Бэйянский флот (сильнейшие повреждения, невозможность ремонта и недостаток боеприпасов не позволили ему вновь вступить в бой с японскими кораблями). В конце января с полуострова Ляодун под Вэйхайвэй морем были переброшены две дивизии из Японии и половина 2-й армии под командованием генерала Оямы, с моря крепость блокировала Объединённая эскадра вице-адмирала Ито Сукэюки. 30 января наступавшие после боя японцы заняли береговые форты южного крыла. Провинциальные китайские войска отступили от города и северных батарей, занятых японцами. Завладев батареями, противник начал обстрел последних очагов обороны — батарей островов Люгундао и Жидао, а также Бэйянского флота (24 боевых корабля различных классов). В течение девяти суток битвы за Вэйхайвэй эти силы отражали натиск врага. Японские миноносцы торпедировали ряд кораблей, в том числе и флагманский Бэйянского флота броненосец «Динъюань», который выбросился на берег. К 8 февраля 1895 г. японцы подавили батарею острова Жидао, контролировавшую южный вход в бухту Вэйхайвэя, и смогли разрушить боновые заграждения, которые преграждали путь японским миноносцам.
Вскоре на кораблях и в фортах Люгундао вспыхнул мятеж. Командиры кораблей и иностранные инструкторы отказались пойти на прорыв окружения, чтобы затем потопить флот. Бунт разрастался — офицеры, моряки и солдаты требовали капитуляции. 12 февраля 1895 г. Дин Жучан вступил в переговоры с вице-адмиралом Ито относительно условий капитуляции. По условиям достигнутого соглашения японцы обязывались не причинять никакого вреда капитулировавшим цинским военнослужащим и отпустить их сразу после передачи всех береговых сооружений острова Люгундао и уцелевших кораблей Бэйянского флота. Китайцы требовали, чтобы гарантом достигнутых договорённостей стал командир английской эскадры, находившейся вблизи от Вэйхайвэя. Японцы, однако, отвергли посредничество третьей стороны, демонстративно отказавшись принять английского представителя. Узнав об итоге переговоров, капитан Лю Бучань взорвал свой броненосец «Динъюань», чтобы тот не достался японцам, мотивируя это тем, что корабль не находится на плаву и не подлежит передаче, и покончил с собой. Покончили жизнь самоубийством и другие командиры цинских боевых кораблей. Адмирал Дин Жучан отверг предложение японской стороны о предоставлении ему политического убежища и, по одним версиям, застрелился, а по другим — принял яд. Последняя версия отражена в широко известном японском агитационном лубке 1895 г. 14 февраля Бэйянский флот и батареи Люгундао сдались неприятелю.
Тем не менее в Пекине ещё не считали войну окончательно проигранной. Поскольку Хуайская армия (орудие Аньхойской политической группировки) после поражений продемонстрировала своё бессилие перед врагом, цинский двор сделал ставку на Сянскую армию и на Хунаньскую политическую группировку, которая до конца 1894 года вела себя несколько двусмысленно, полагая, что война Аньхойской группировки с японцами её не касается. На театр военных действий были срочно переброшены Сянская и Хубэйская армии. Вместе с Хэнаньской и Хуайской армиями, а также с «мукденскими войсками» Икэтана они были поставлены под начало лянцзянского наместника Лю Куньи — лидера Хунаньской группировки, который был назначен чрезвычайным императорским эмиссаром и главнокомандующим со ставкой в Шаньхайгуани. Тем самым была создана более чем 60-тысячная группировка войск с задачей остановить японское продвижение на рубеже реки Ляохэ.
В конце февраля 1895 года японцы под командованием генерала Нодзу перешли в наступление. В первой декаде марта они разбили и обратили в бегство Сянскую и все остальные армии. Пал Нючжуан (нынешний Инкоу). Наступавшие захватили богатые трофеи — до 70 пушек и громадные военные склады. Враг оказался на подступах к столичной провинции Чжили. В Пекине началась паника, цинский двор готовился к бегству. Верх окончательно взяла «партия мира» — великий князь Гун, Ли Хунчжан и др.

## Завершение войны
30 марта было объявлено 20-дневное перемирие в Маньчжурии. Токио был заинтересован в затягивании войны, чтобы захватить Тайвань и архипелаг Пэнху. Японцы настаивали, чтобы Китай на переговорах был представлен Ли Хунчжаном. Со старого сановника спешно была снята опала, ему были возвращены все его награды и чины (кроме должности наместника провинции Чжили), а сам он назначен чрезвычайным и полномочным послом для ведения мирных переговоров, которые начались в марте в японском городе Симоносеки. Почти одновременно на архипелаге Пэнху высадился японский десант.
Умышленно затягивая переговоры, премьер-министр граф Ито Хиробуми выдвинул невероятные и оскорбительные требования — выплата 750 миллионов лянов серебра контрибуции и передача японским войскам Тяньцзиня, Дагу и Шаньхайгуаня. Когда же Ли Хунчжан отклонил эти требования — на него было совершено покушение: раненый посол на десять дней выбыл из переговорного процесса, а Япония успела за это время захватить архипелаг Пэнху. 17 апреля 1895 года в Симоносеки представители Японии и Китая подписали унизительный для Китая Симоносекский договор. В мае 1895 г. произошла официальная передача представителями цинской администрации японцам островов Пэнху, Тайвань и Ляодунского полуострова, однако военные действия на Тайване между карательными силами японских оккупантов и местными партизанскими формированиями не прекращались до 1902 года. Подписание договора вызвало в Китае многочисленные протесты, в частности, большая группа учёных выпустила «Коллективный меморандум», в котором требовалось дальнейшее продолжение войны. Вскоре Россия, Франция и Германия заявили протест, и Япония была вынуждена отказаться от аннексии Ляодунского полуострова в обмен на увеличение контрибуции.